# Bouqueval
Bouqueval és un municipi francès, situat al departament de Val-d'Oise i a la regió d'Illa de França. L'any 2007 tenia 309 habitants.
Forma part del cantó de Villiers-le-Bel, del districte de Sarcelles i de la Comunitat d'aglomeració Roissy Pays de France.

## Demografia

### Població
El 2007 la població de fet de Bouqueval era de 309 persones. Hi havia 104 famílies, de les quals 19 eren unipersonals (4 homes vivint sols i 15 dones vivint soles), 27 parelles sense fills, 46 parelles amb fills i 12 famílies monoparentals amb fills.
La població ha evolucionat segons el següent gràfic:
Habitants censats

### Habitatges
El 2007 hi havia 116 habitatges, 107 eren l'habitatge principal de la família, 1 era una segona residència i 9 estaven desocupats. 95 eren cases i 17 eren apartaments. Dels 107 habitatges principals, 79 estaven ocupats pels seus propietaris, 22 estaven llogats i ocupats pels llogaters i 6 estaven cedits a títol gratuït; 5 tenien una cambra, 4 en tenien dues, 12 en tenien tres, 27 en tenien quatre i 59 en tenien cinc o més. 78 habitatges disposaven pel capbaix d'una plaça de pàrquing. A 37 habitatges hi havia un automòbil i a 60 n'hi havia dos o més.

### Piràmide de població
La piràmide de població per edats i sexe el 2009 era:
| Homes | Edats   | Dones |
| ----- | ------- | ----- |
| 0     | 95 o +  | 0     |
| 0     | 90 a 94 | 0     |
| 0     | 85 a 89 | 0     |
| 1     | 80 a 84 | 1     |
| 1     | 75 a 79 | 1     |
| 6     | 70 a 74 | 4     |
| 4     | 65 a 69 | 5     |
| 7     | 60 a 64 | 10    |
| 13    | 55 a 59 | 9     |
| 11    | 50 a 54 | 12    |
| 7     | 45 a 49 | 8     |
| 15    | 40 a 44 | 9     |
| 13    | 35 a 39 | 10    |
| 14    | 30 a 34 | 10    |
| 17    | 25 a 29 | 10    |
| 6     | 20 a 24 | 11    |
| 11    | 15 a 19 | 10    |
| 12    | 10 a 14 | 9     |
| 12    | 5 a 9   | 4     |
| 12    | 0 a 4   | 8     |

## Economia
El 2007 la població en edat de treballar era de 198 persones, 151 eren actives i 47 eren inactives. De les 151 persones actives 142 estaven ocupades (77 homes i 65 dones) i 9 estaven aturades (5 homes i 4 dones). De les 47 persones inactives 22 estaven jubilades, 16 estaven estudiant i 9 estaven classificades com a «altres inactius».

### Ingressos
El 2009 a Bouqueval hi havia 107 unitats fiscals que integraven 320 persones, la mediana anual d'ingressos fiscals per persona era de 21.021 €.

### Activitats econòmiques
Dels 19 establiments que hi havia el 2007, 1 era d'una empresa extractiva, 8 d'empreses de construcció, 1 d'una empresa de comerç i reparació d'automòbils, 1 d'una empresa d'hostatgeria i restauració, 1 d'una empresa d'informació i comunicació, 2 d'empreses immobiliàries i 5 d'empreses de serveis.
Dels 8 establiments de servei als particulars que hi havia el 2009, 2 eren paletes, 1 guixaire pintor, 2 fusteries, 1 lampisteria, 1 electricista i 1 empresa de construcció.

## Equipaments sanitaris i escolars
El 2009 hi havia una escola elemental.

## Poblacions més properes
El següent diagrama mostra les poblacions més properes.